# Kralice na Hané
Kralice na Hané (niem. Kralitz in der Hanna) – miasteczko w Czechach, w powiecie Prościejów, w kraju ołomunieckim, w morawskim regionie Haná. Według danych z dnia 1 stycznia 2012 liczyło 1487 mieszkańców.
Status miasteczka odzyskano w 2007 roku.
Składa się z dwóch części:
- Kralice na Hané
- Kraličky